# Jyväsaari (ö i Södra Savolax)
Jyväsaari är en ö i Finland. Den ligger i sjön Saimen och i kommunen Puumala i den ekonomiska regionen  S:t Michel och landskapet Södra Savolax, i den södra delen av landet, 230 km nordost om huvudstaden Helsingfors. Öns area är 4,9 hektar och dess största längd är 460 meter i nord-sydlig riktning.